# (3197) Weissman
(3197) Weissman (1981 AD; 1971 UO3) ist ein ungefähr 19 Kilometer großer Asteroid des mittleren Hauptgürtels, der am 1. Januar 1981 vom US-amerikanischen Astronomen Edward L. G. Bowell am Lowell-Observatorium, Anderson Mesa Station (Anderson Mesa) in der Nähe von Flagstaff, Arizona (IAU-Code 688) entdeckt wurde.

## Benennung
(3196) Weissman wurde nach Paul R. Weissman (* 1947) benannt, der Kometenphysiker am Jet Propulsion Laboratory ist und die Dynamik der Oortschen Wolke und die thermischen Eigenschaften von Kometenkernen untersuchte.